# Въоръжени сили на Сърбия и Черна гора
Въоръжените сили на Сърбия и Черна гора (Војска Србије и Црне Горе) са съществували от 2003 до 2006 г.
Имали са личен състав с обща численост 39 хил. души и военна техника в състав:
- танкове: 4
- военноморски съдове: 1
- бойни самолети: 2
- бойни хеликоптери: 1

След разпада на съюзната държава на Сърбия и Черна гора от тях се отделят Въоръжените сили на Черна гора, а остатъкът се преименува на Въоръжени сили на Сърбия.